# 恩斯特·托門
恩斯特·B·托門（Ernst B. Thommen，1899年1月23日—1967年5月14日）是一名瑞士體育行政人員和管理者，國際足球總會成員。他在1961年3月25日至1961年9月28日的6個月内擔任代理國際足球總會主席，以接替在任職期間逝世的前任主席阿瑟·德魯里。托門在擔任代理主席期間參加了繼任主席職位的競選，但在第一輪投票中輸給斯坦利·勞斯。在第二輪投票中，他退出了競爭，斯坦利·勞斯直接勝選成爲繼任國際足球總會主席。
托門曾在1954年、1958年和1962年國際足總世界盃期間擔任組委會主席。。
1967年5月14日，托門因車禍而離世，享年68歲。

## 延伸閱讀
- Bayle, Emmanuel; Clastres, Patrick. . Springer. 10 April 2018. ISBN 978-3-319-76753-6 （英语）.
- . Jakarta Globe.   [1 November 2020]. （原始内容存档于2022-12-09）.
- Radnedge, Keir. . Universe Pub. 2001. ISBN 978-0-7893-0670-8 （英语）.
- Henshaw, Richard. . New Republic Books. 1979. ISBN 978-0-915220-34-2 （英语）.

## 外部連結
- . www.aipsmedia.com.   [1 November 2020]. （原始内容存档于2022-12-09）.
- . The Sportsman. 7 August 2019  [1 November 2020]. （原始内容存档于2022-12-09） （英语）.
- Hislop, John. . The Edinburgh Reporter. 7 June 2019  [1 November 2020]. （原始内容存档于2022-12-09） （美国英语）.
- Penn, Brian. . These Football Times. 19 November 2019  [1 November 2020]. （原始内容存档于2023-02-01） （英国英语）.